# Volley Amriswil
Volley Amriswil – szwajcarski męski klub siatkarski z Amriswil założony w 1969 roku, występujący w Nationallidze A.

## Nazwy klubu
- do 2009 – TV Amriswil
- od 2009 – Volley Amriswil

## Sukcesy
Puchar Szwajcarii:
- 1999, 2009, 2012, 2017, 2018, 2019, 2022, 2024[1], 2025[2]

Mistrzostwo Szwajcarii:
- 2009, 2010, 2016, 2017, 2022[3], 2025[4]
- 2006, 2007, 2008, 2013, 2019, 2021, 2023[5], 2024[6]
- 1995, 1997, 2002, 2003, 2005, 2018

Superpuchar Szwajcarii:
- 2016, 2017, 2022, 2024[7]